# Friedrich von Oer

Friedrich Freiherr von Oer

Friedrich Edmund Anton Reichsfreiherr von Oer-Egelborg (* 12. September 1842 auf Schloss Egelborg bei Legden, Münsterland; † 14. Juni 1896 in Birstein) war Oberer Kämmerer des Fürsten Karl II. zu Isenburg und Büdingen (* 1838; † 1899).

## Leben
Friedrich entstammt dem westfälischen Uradelsgeschlecht der Reichsfreiherren von Oer, er war der Sohn des Klemens Reichsfreiherrn von Oer-Egelborg (1802–1849) und dessen zweiter Ehefrau Antonia Freiin von Droste zu Senden (1819–1889), verheiratet am 14. Juni 1841. Klemens von Oers erste Ehefrau Sophie Freiin von Fürstenberg (* 1794) war bereits am 17. August 1832 verstorben. Oer studierte Rechtswissenschaft an der Rheinischen Friedrich-Wilhelms-Universität in Bonn. Friedrich hatte einen Halbbruder Max Reichsfreiherr von Oer (1831–1877), der 1859 Karoline Freiin von Boeselager-Heeßen heiratete (1859–1911).
Am 23. Mai 1871 heiratete er in Birstein Gabriele Reichsgräfin Khuen von Belasy (1841–1923), die Tochter des Gabriel Reichsgraf Khuen von Belasi (* 1802) und der Elisabeth Reichsfreiin Eyrl von und zu Waldgries und Liebenaich (* 1815). Sie hatten zusammen die drei Kinder Antonia, Gabriel und Clemens.